# Dysphania transversa
Dysphania transversa là một loài bướm đêm trong họ Geometridae.